# Condado de Cork
El condado de Cork (en gaélico irlandés: Contae Chorcaí), en Munster, es el más suroccidental y el mayor de los modernos condados de la República de Irlanda. Se lo menciona a menudo como «El condado rebelde», debido a que ha tomado un camino diferente al de la mayoría de Irlanda durante los conflictos. La capital del condado es Cork y sus principales atracciones son la piedra de Blarney y el pueblo de Cobh. Su punto más alto es el An Cnoc Buí (706 m), en la cadena de las Shehy Mountains.

## Historia

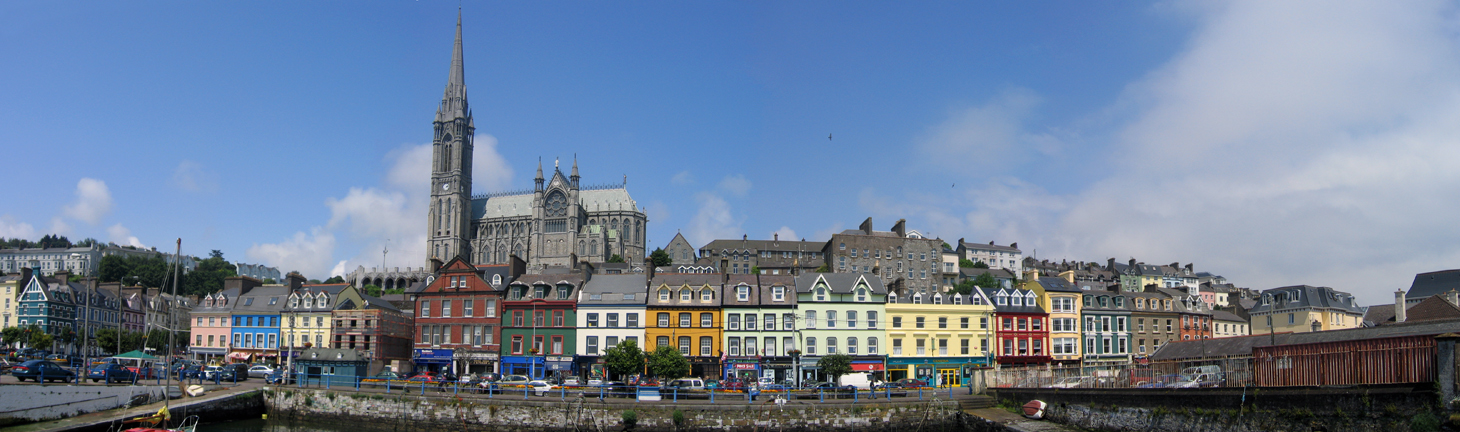
Cobh.

### Irlanda antigua e invasión normanda
Mucho de lo que ahora es el condado de Cork fue una vez parte del reino de Deis Muin (Munster del sur), conocido como “Desmond” en inglés, gobernado por la dinastía de MacCarthy Mor. Después de la invasión normanda en el siglo XII, los MacCarthy fueron empujados hacia el actual condado de Kerry. El norte y el este de Cork fueron ocupados por la dinastía Hiberno-Normanda de los Fitzgerald, que acabarían recibiendo el título de condes de Desmond. La ciudad de Cork recibió carta real inglesa en 1318 y durante muchos siglos fue un centro destacado para la comunidad de ingleses viejos en Irlanda.

### Guerra de las Dos Rosas
En 1491 Cork había jugado un importante papel durante la guerra de las Dos Rosas cuando Perkin Warbeck, pretendiente al trono inglés, llegó a la ciudad e intentó reclutar ayuda para derrotar a Enrique VII de Inglaterra. El alcalde de Cork y varios ciudadanos importantes fueron con Warbeck a Inglaterra pero tras el colapso de la rebelión fueron capturados y ejecutados. El apodo de Cork de la “ciudad rebelde” se origina en estos acontecimientos. El apodo fue aplicado más adelante al condado entero.

### La Reconquista
Los Fitzgerald de Desmond, que habían sido los grandes dominadores del territorio de Desmond y Cork durante casi cuatrocientos años desaparecieron de la política irlandesa tras las rebeliones de Desmond de 1569-1573 y 1579-83 y gran parte del Condado de Cork quedó absolutamente arrasado por la guerra, especialmente durante la segunda de las revueltas. Como consecuencia, gran parte de Cork fue colonizado por ingleses en la Plantación de Munster.
En 1601, durante la guerra de los Nueve Años, tuvo lugar en tierras del condado la decisiva batalla de Kinsale, cuando las tropas españolas enviadas por Felipe III de España en apoyo del rebelde Hugh O'Neill, II conde de Tyrone fueron derrotadas por los ejércitos ingleses de Lord Mountjoy, poniendo fin a las esperanzas irlandesas de sacudirse el dominio inglés.
El condado de Cork fue creado oficialmente en 1606, al dividir el antiguo condado de Desmond.

### Época contemporánea
En el siglo XIX, Cork fue un centro para los Fenianos y para el nacionalismo constitucional del Partido Parlamentario Irlandés.
Durante la Guerra de Independencia de Irlanda, funcionaron en el condado de Cork tres brigadas del Ejército Republicano Irlandés y otra en la ciudad. Entre las acciones más destacadas estarían la emboscada de Kilmichael en noviembre de 1920 y la de Crossbarry en marzo de 1921. La actividad de los comandos itinerantes del IRA, como la que dirigida por Tom Barry en Cork Occidental, fue popularizada recientemente en la película de Ken Loach de The Wind That Shakes the Barley. Durante la guerra civil irlandesa (1922-23), la mayor parte de las unidades del IRA en Cork se opusieron al tratado Anglo-Irlandés. Durante julio y agosto de 1922 la ciudad y el condado de Cork formaron parte de la supuesta República de Munster. Sin embargo, Cork fue tomada por las tropas irlandesas en agosto de 1922, que incluyó ataques por tierra y por mar. Durante el resto de la guerra, el condado vio enfrentamientos esporádicos de guerrilla hasta que el bando Anti-Tratado convocó un alto el fuego y abandonó las armas en mayo de 1923.
Michael Collins, figura capital del independentismo irlandés y de importancia fundamental tanto en la guerra de la independencia como en la guerra civil, había nacido cerca de Clonakilty y fue asesinado durante la guerra civil en Béal na Bláth, en Cork occidental.

## Lengua irlandesa
El condado de Cork posee dos áreas Gaeltacht donde todavía la lengua gaélica aún tiene vigor y es usada diariamente. Estos son Múscraí (inglés: Muskerry) en el norte del condado, especialmente la aldea de Cúil Aodha (inglés: Coolea) y Oileán Chléire (inglés: Cape Clear) que es una isla.

## Economía
La región del suroeste que abarca los condados de Cork y Kerry contribuye en 22.298 mil millones de euros (valores de 2002) al PNB  irlandés. El área del puerto de la ciudad es sede de una gran cantidad de compañías farmacéuticas y médicas.

## Ciudades y pueblos
- Aghada-Farsid-Rostellan 1030
- Ballymakeery  427
- Ballineen-Enniskean 692
- Ballinspittle 224
- Ballyclogh 259
- Ballycotton 497
- Ballydehob 274
- Ballydesmond 210
- Ballygarvan 556
- Ballyhooly 475
- Ballymacoda 185
- Ballynoe 141
- Baltimore (Cork) 323
- Bandon 6957
- Banteer 355
- Bantry 2722
- Ballingeary 235
- Belgooly 826
- Blarney 2539
- Boherbue 334
- Bridebridge 187
- Buttevant 970
- Bweeng 524
- Carrigaline 15 770
- Carrignavar 519
- Carrigtwohill 5080
- Castlelyons 374
- Castlemagner 281
- Castlemartyr 1,600
- Castletownbere 860
- Castletownroche 454
- Castletownsend 196
- Churchtown 598
- Clonakilty 4592
- Clondrohid 179
- Clondulane 417
- Cloughduv 360
- Cloyne 1803
- Coachford 408
- Cobh 12 800
- Conna 526
- Cork 208 669
- Courtbrack 194
- Courtmacsherry 590
- Crookstown 245
- Crossbarry 368
- Crosshaven - Churchbay 2577
- Doneraile 780
- Drimoleague 451
- Dromina 275
- Drommahane 959
- Dunderrow 208
- Dunmanway 1655
- Durrus 305
- Farran 345
- Fermoy 6,585
- Fountainstown 993
- Freemount 159
- Glanworth 603
- Glengarriff 138
- Glenville 531
- Grenagh 579
- Halfway 226
- Inchigeelagh 153
- Innishannon 907
- Kanturk 2350
- Kilbrin 186
- Kilbrittain 216
- Kilcrohane 127
- Kildorrery 357
- Killavullen 267
- Killeagh 899
- Killumney 1132
- Kilworth 1055
- Kinsale 5,281
- Knockglass 658
- Knocknagree 188
- Knockraha 371
- Leap 257
- Liscarroll 249
- Lyre 163
- Macroom 3765
- Mallow (cork) 12 459
- Midleton (Cork) 12 496
- Milford (Cork) 247
- Millstreet 1555
- Mitchelstown 3740
- Model Village 380
- Mogeely 389
- Newmarket (Cork) 976
- Newtown (Cork) 394
- New Twopothouse 120
- Passage West 5843
- Rathard - Aherla 571
- Rathcoole 224
- Rathcormac 1762
- Rathluirc 3919
- Ringaskiddy-Loughbeg 580
- Riverstick 590
- Rosscarbery 490
- Saleen (Cork) 445
- Schull 700
- Shanagarry 538
- Shanbally 349
- Shanballymore 165
- Skibbereen 2778
- Timoleague 381
- Tower (Cork) 3421
- Unionhall 270
- Watergrasshill 1346
- Whitechurch 665
- Whitegate 1154
- Youghal 7963